# Pratteln
Pratteln (schweizerdeutsch Brattele [ˈb̥rɑtːələ], [ˈb̥ʁɑtːələ]) ist eine Einwohnergemeinde im Bezirk Liestal des Schweizer Kantons Basel-Landschaft.

## Geographie

Luftbild aus 500 m von Walter Mittelholzer, 1922

Pratteln liegt auf 298 m ü. M., begrenzt im Norden durch den Rhein (Grenze zwischen Deutschland und der Schweiz) und im Süden durch das Gempenplateau und den Adlerberg. Zur Gemeinde gehören auch das Industriegebiet Schweizerhalle und ein Teil des grossen Rangierbahnhofs Basel-Muttenz. Nachbargemeinden von Pratteln sind Augst, Füllinsdorf, Frenkendorf, Muttenz, das solothurnische Gempen sowie auf der nördlichen Rheinseite das deutsche Grenzach-Wyhlen.
- Fläche: 1070 ha, davon 46 % Siedlungen, 25 % Landwirtschaft, 28 % Wald, 1 % unproduktive Fläche (Stand: 2014/15).[5]

## Geschichte
Pratteln wurde schon sehr früh besiedelt; man fand Überreste aus der Mittel- und Jungsteinzeit, wie den mindestens 120'000 Jahre alten Faustkeil von Pratteln, sowie der Eisenzeit, beispielsweise keltische Grabhügel, Grundmauern von römischen Gutshöfen und Grabfunde aus dem Frühmittelalter.
Der Ortsname geht auf galloromanisch *pradella «kleine Wiese» zurück, eine Verkleinerungsform zu lateinisch prātum «Wiese». Da der Ortsname die Zweite Lautverschiebung nur teilweise mitgemacht hat (zwar die spätere Verschiebung von germanisch /d/ zu althochdeutsch /t/, aber nicht die frühere Verschiebung von /p/ zu /pf/), könnte man erschliessen, dass der Ort lange Zeit eine kleine romanische Sprachinsel inmitten der einwandernden Alemannen gebildet und der Sprachwechsel erst im 8. oder 9. Jahrhundert stattgefunden habe. Bei der Ortsbezeichnung Pratteln kann es sich aber auch um einen Lehnappellativ-Namen handeln, d. h. Pratteln wäre damit in der deutschen Sprache ein Lehnwort, das auch als Name verwendet werden konnte. Das Toponym Pratteln wie auch weitere ähnliche Formen ist in der deutschen Schweiz tatsächlich nicht ganz selten. Die Bezeichnung Pratteln wäre somit nicht unmittelbar von der hier ansässigen galloromanischen Bevölkerung übernommen worden, sondern würde auf deren damaliger kultureller Strahlung beruhen.
1102 oder 1103 erscheint erstmals der Name Brattelo als Hof des Klosters St. Alban in Basel, und 1250 fand die Kirche von Bratelle in einem Basler Dokument Erwähnung. Während fast 200 Jahren war Pratteln im Besitz der Familie Eptinger. Beim grossen Basler Erdbeben von 1356 wurden die Burgen der Eptinger auf Madeln und im Dorf zerstört. 1476 erhielt das Dorf vom deutschen Kaiser Friedrich III. eine immerwährende Steuerfreiheit und das Recht, jährlich vom 1. bis 3. Oktober einen Markt abzuhalten.
1521 wurde der Eptingerbesitz an die Stadt Basel verkauft und Pratteln damit eidgenössisch.
Während der kantonalen Trennungswirren, bei denen Pratteln auf der Seite der Landschaft stand, wurde das Dorf am 3. August 1833 von den Stadtbasler Truppen teilweise zerstört. Zeugen der Zerstörung sind die dreistöckig wiederaufgebauten Bauernhäuser an der Hauptstrasse gegenüber dem Hotel «Engel» und im Ausserdorf. Am 7. Juni 1837 setzte die Soleförderung der Saline Schweizerhalle ein, womit für das Dorf die Industrialisierung begann. Im Jahr 1975 wurde die Abwasserreinigungsanlage (ARA) Rhein in Betrieb genommen.

## Wappen
Blasonierung
Innerhalb eines schwarzen Bordes in Gold ein rechts liegender rotbezungter und rotbewehrter schwarzer Adler
Der Adler stammt aus dem Wappen der Eptinger, der ehemaligen Schloss- und Dorfbesitzer (vgl. Wappen Eptingen).

## Bevölkerung
- Ausländeranteil: 42,7 %.
- Religion: 18,07 % reformiert, 18,48 % römisch-katholisch (Stand: 31. Dezember 2024)[9]

## Politik
- Unabhängige: 8
- SP: 12
- Mitte: 2
- EVP: 1
- FDP: 7
- SVP: 10

### Lokale Politik
Der Prattler Gemeinderat (Exekutive) besteht seit den Gesamterneuerungswahlen vom 3. März 2024 aus je zwei Vertretern von FDP, Unabhängigen/Grünen und SP sowie einem Vertreter der SVP. Gemeindepräsident ist Stphan Burgunder (FDP).
Der Einwohnerrat (Legislative) setzt sich zusammen, wie in der Grafik rechts dargestellt. Präsident ist Andreas Seiler.

### Nationale Wahlen
Bei den Schweizer Parlamentswahlen 2023 betrugen die Wähleranteile in Pratteln: SVP 29,8 % (+5,0 %), SP 28,7 % (−1,6 %), FDP 12,3 % (−1,8 %), Grüne 10,1 % (−9,1 %), Mitte 9,5 % (±0,0 %), glp 5,4 % (+2,2 %), EVP 2,0 % (−0,2 %).

## Verkehr
Pratteln ist ein «typischer» Vorort von Basel. Viel Industrie hat sich angesiedelt, jedoch ist die Gemeinde im Dorfkern und auch im südlichen Teil sehr darum bemüht, als Wohngemeinde mit hoher Lebensqualität zu gelten. Sie zählt mit ihren gut 16'000 Einwohnern bereits als Kleinstadt und hat, insbesondere in den plattenbauartigen Quartieren Längi und Rankacker, eine der grössten Ausländerraten im ganzen Kanton Basel-Landschaft.
Pratteln hat einen Autobahnanschluss an die A2 Richtung Basel (Deutschland / Frankreich) und Mittelland (Luzern, Gotthard, Zürich, Bern).

### Schienenverkehr
Durch Pratteln führen die SBB-Linien Basel–Olten und Basel–Zürich; es halten jedoch fast ausschliesslich S-Bahn-Züge der Linien S1 und S3. 2004 wurde der Bahnhof Pratteln barrierefrei ausgebaut und modernisiert sowie die Anzahl der Schliessfächer erhöht. Zum Fahrplanwechsel im Dezember 2008 erhielt Pratteln mit Pratteln Salina Raurica eine weitere S-Bahn-Haltestelle.
- S 1 Basel SBB – Rheinfelden – Stein-Säckingen – Frick / Laufenburg (SBB)
- S 3 Porrentruy – Delémont – Laufen – Basel Dreispitz – Basel SBB – Liestal – Sissach – Olten (SBB)

### Nahverkehr
Pratteln hat mehrere Buslinien, die von der Autobus AG Liestal sowie von der BVB betrieben werden.
Zudem ist Pratteln seit 1922 durch die Tramlinie 14 mit Basel verbunden.
- 14 Pratteln, Schlossstrasse – Muttenz Dorf – St. Jakob-Park – Basel, Aeschenplatz – Dreirosenbrücke
- 80 Liestal, Bahnhof – Liestal Kantonsspital – Füllinsdorf, Schönthal – Pratteln, Bahnhofstrasse – Muttenz, Schweizerhalle – Basel, Aeschenplatz
- 83 Kaiseraugst – Augst – Pratteln, Bahnhof – Pratteln, Wanne

Auf der nördlichen Seite des Bahnhofs halten die folgenden zwei Buslinien:
- 82 Grüssen Zentrum – Pratteln, Bahnhof – Pratteln, Breiti – Pratteln, Altersheim (– Pratteln, Friedhof Blözen) (AAGL)
- 85 (Pratteln, Bahnhof – Kaiseraugst, Liebrüti–) Augarten, Zentrum – Rheinfelden, Bahnhof (Postauto)

## Wirtschaft
Auf dem Gemeindegebiet von Pratteln befindet sich die Hardwasser AG. Ein traditionsreiches Unternehmen in Pratteln war das Stahlbau-Unternehmen Albert Buss & Cie. auf dem Gelände des heutigen Buss-Industrieparks. Am 24. Februar 2023 eröffnete die Schweizerische Post ein Paketzentrum.
Überregional bekannt ist Pratteln durch die Z7 Konzertfabrik, in der eine Vielzahl von Rock- und Metalveranstaltungen stattfinden. Eine im Jahr 2014 angedachte Schliessung zugunsten eines Baumarktes wurde abgewendet. Die Genossenschaft Migros Basel versuchte bereits seit 2005, einen Obi-Baumarkt auf dem Areal zu erstellen, hat die Pläne aber Anfang 2023 aufgegeben.

## Hexmatt
Die Hexmatt ist heute ein Spiel- und Sportplatz. Sie galt im 16. und 17. Jahrhundert weitherum als Versammlungsort von Hexen. In zahlreichen Gerichtsprotokollen ist festgehalten, dass die der Hexerei Beschuldigten auf einem Besenstiel oder auf Stühlen, die sie mit einer Salbe angestrichen hätten, auf die sogenannte Pratteler Matte geflogen seien. Dort sei gegessen, getrunken und getanzt worden.

## Sehenswürdigkeiten
- Alte Bohrtürme der Rheinsaline, zurückreichend bis 1837
- Alte Pfarrkirche, welche den Kern der ältesten Siedlung bildet, 1250 erstmals urkundlich erwähnt wurde und auf romanischen Fundamenten ruht. Rund um die Kirche streben die Gassen sternförmig auseinander.
- Bürgerhaus, Dorfmuseum in Bauernhaus aus dem 17. Jahrhundert
- Joerin Gut, Basler Landgut aus dem 18. Jahrhundert
- Landsitz Mayenfels, erbaut 1726/27
- Schloss Pratteln, ehemaliges Weiherschloss von 1275
- Museum Die Salzkammer in der 1860 unmittelbar bei der Saline Schweizerhalle als Direktorenwohnhaus errichteten Villa Glenck, mit umgebendem Landschaftspark
- Autobahnraststätte Pratteln, im Stil der 1970er Jahre als Autobahnbrücke ausgeführt

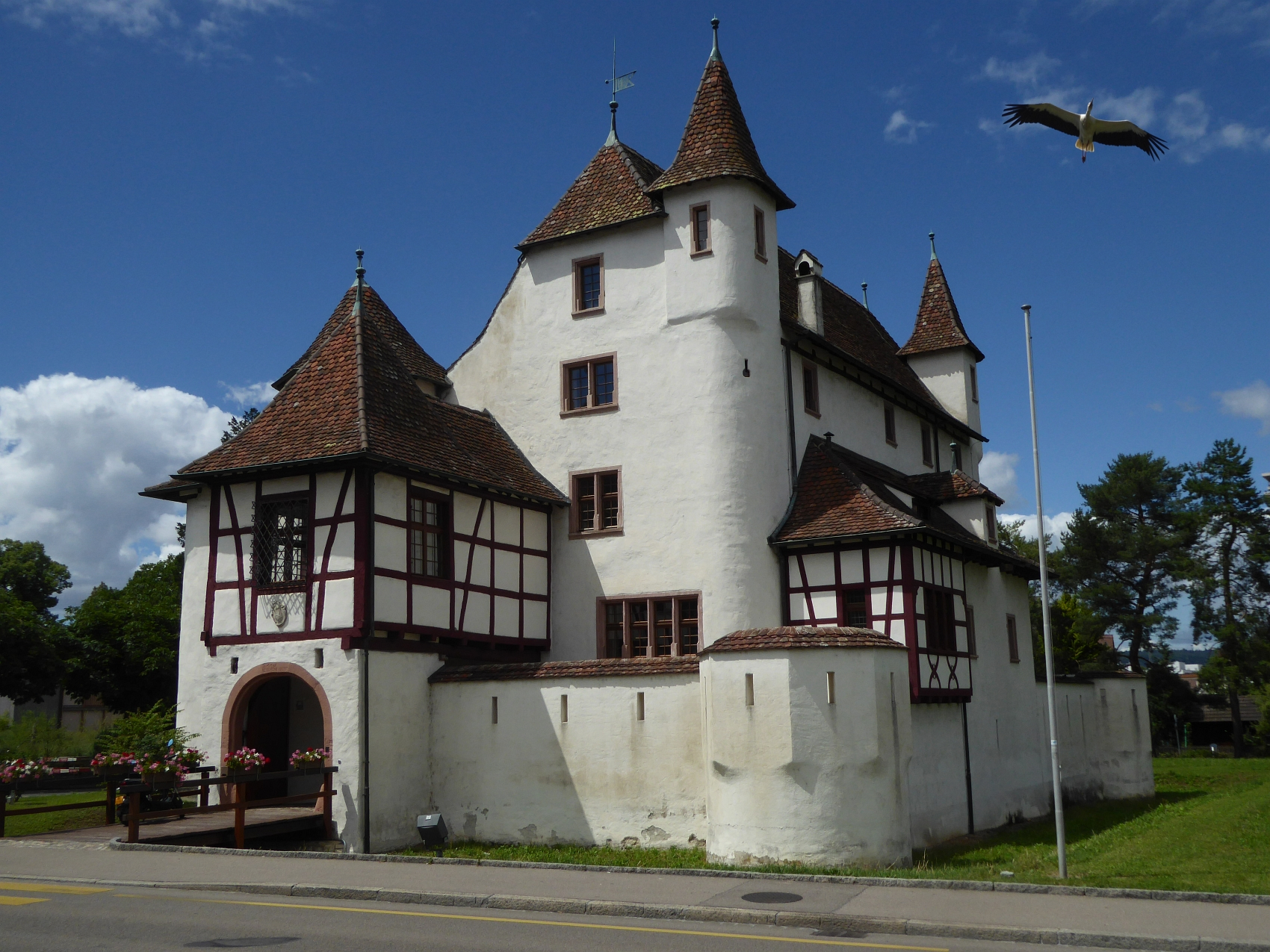
Schloss Pratteln (2022)
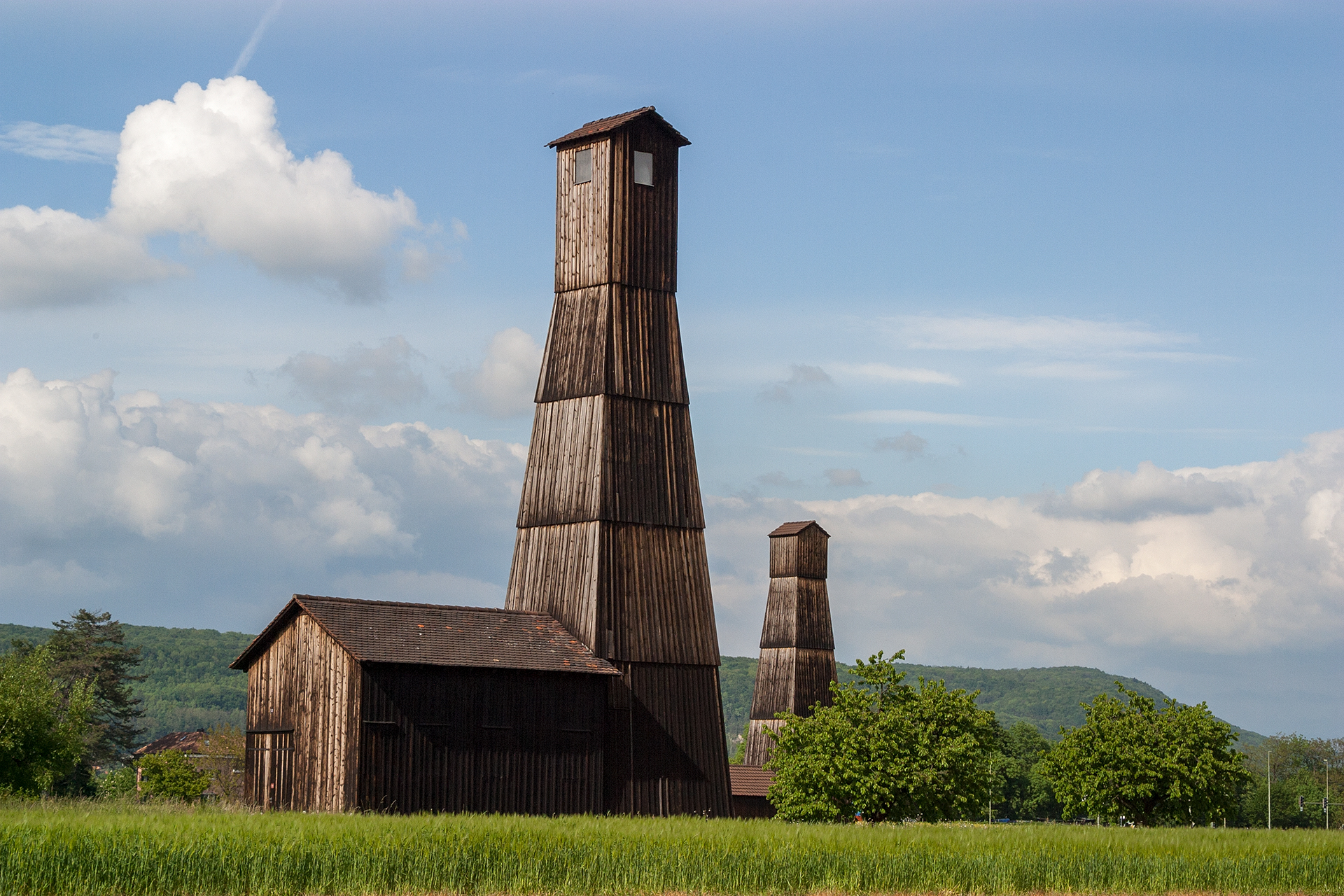
Alte Bohrtürme der Rheinsaline (2004)
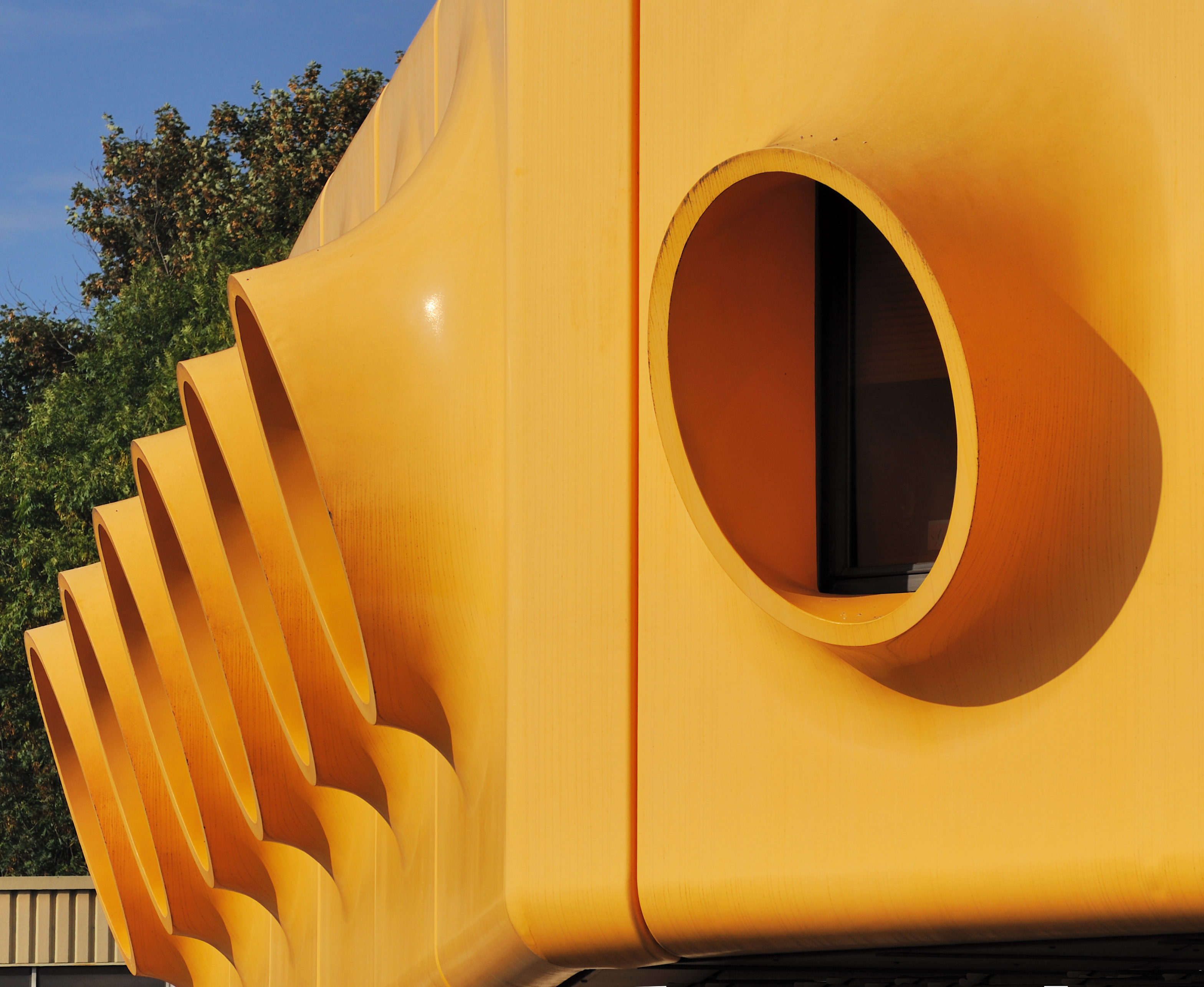
Fassadendetail der Autobahnbrücke Pratteln
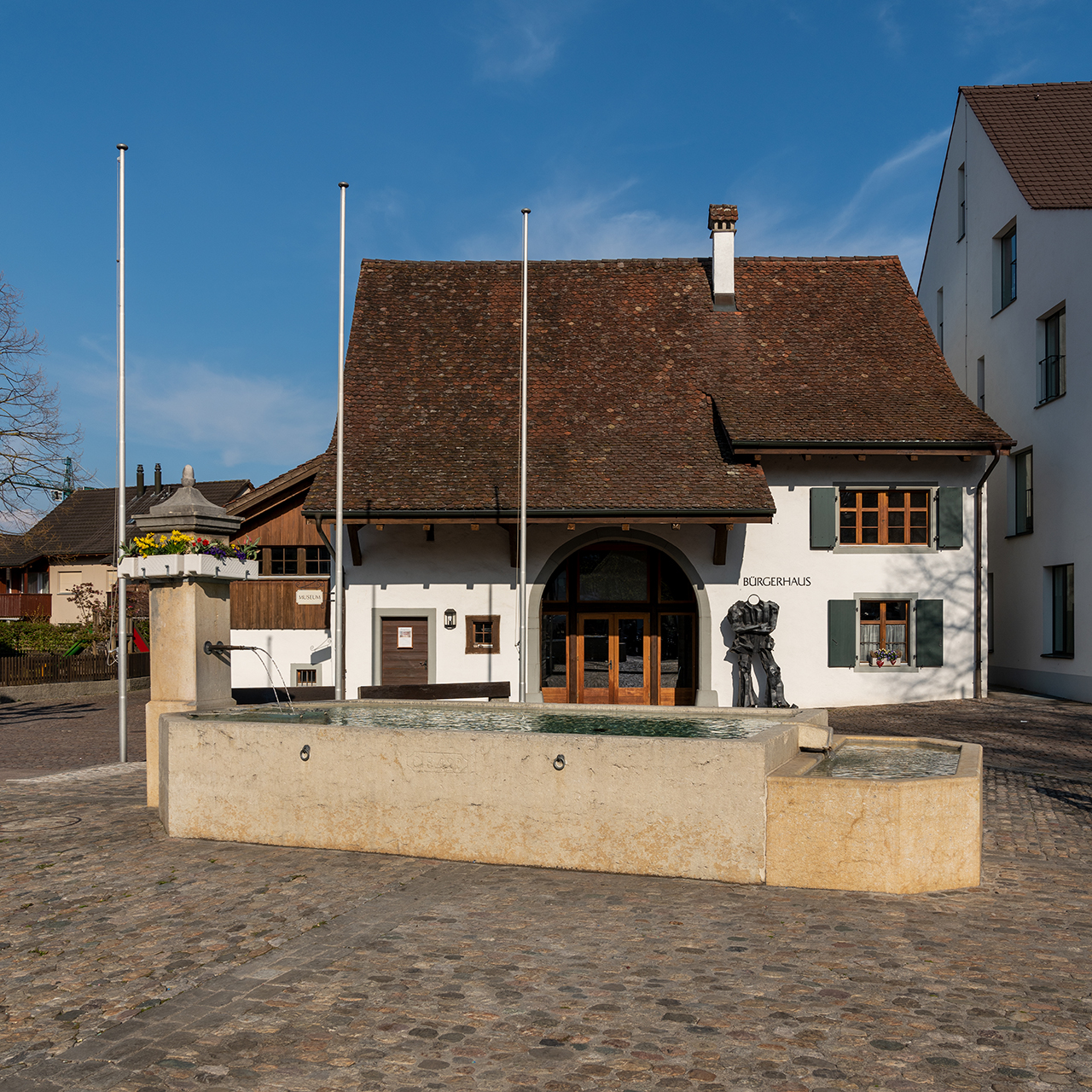
Bürgerhaus und Museum (2019)
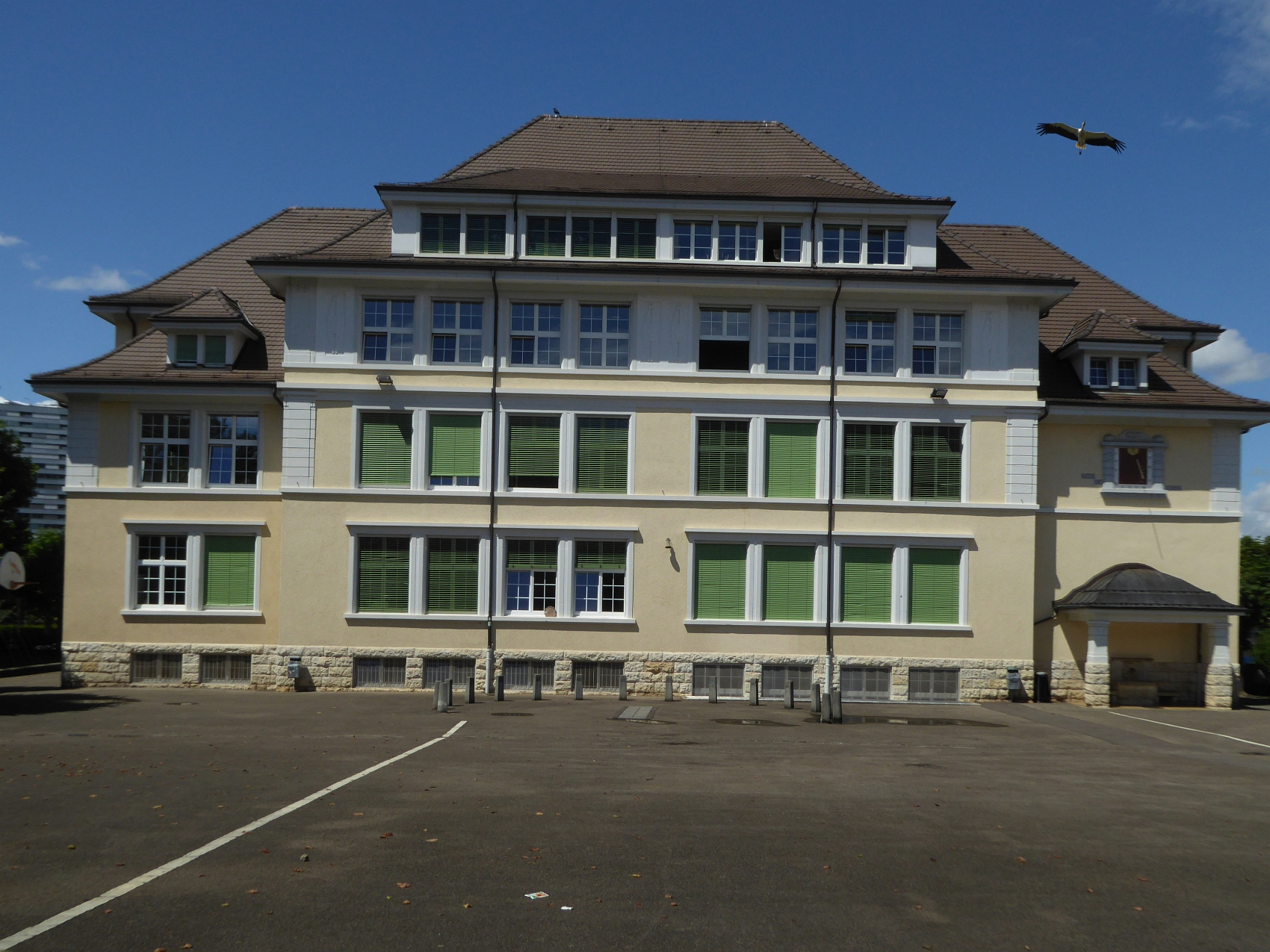
Grossmattschulhaus (2022)
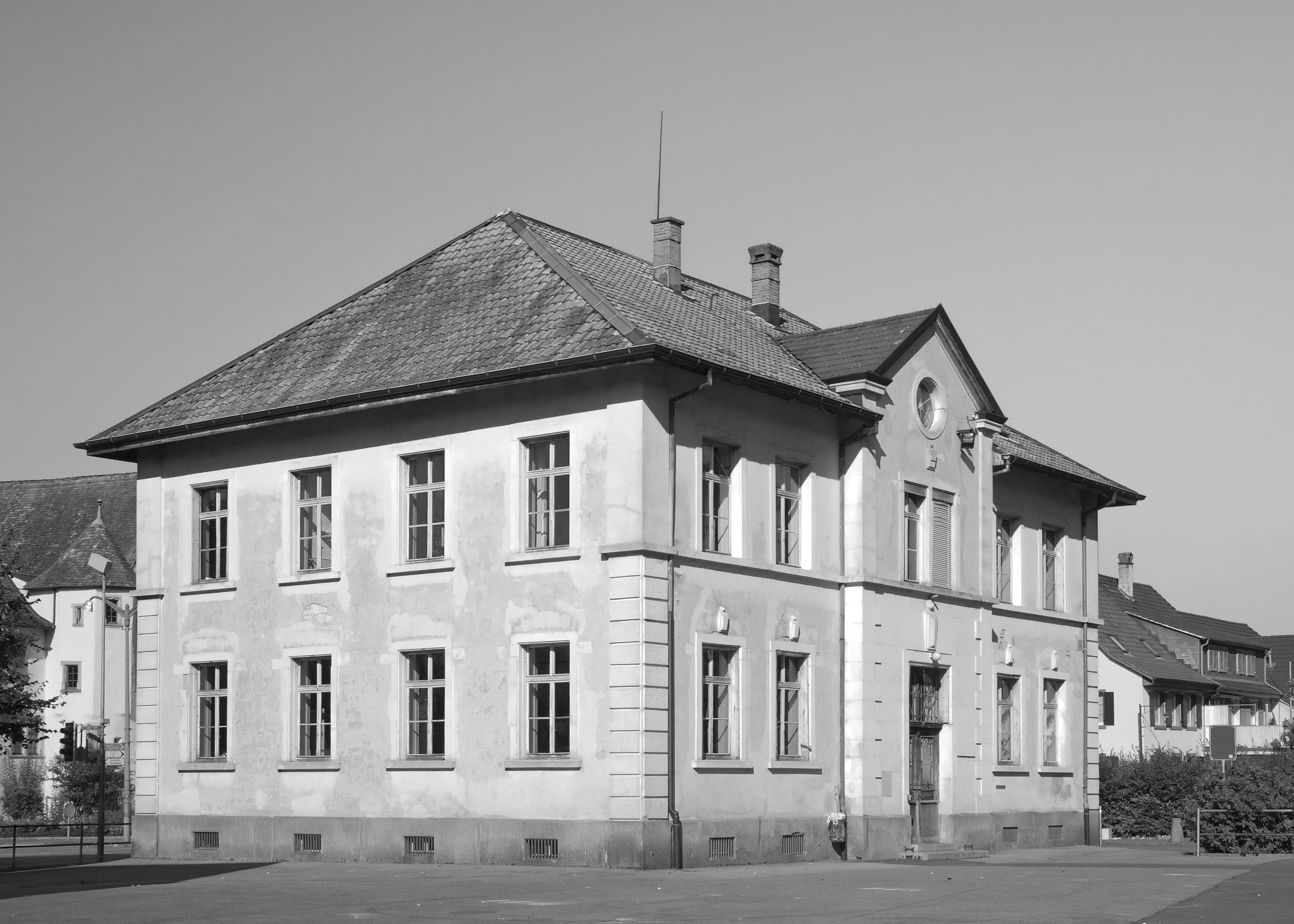
Ehemaliges Schulhaus Burggarten (2008)
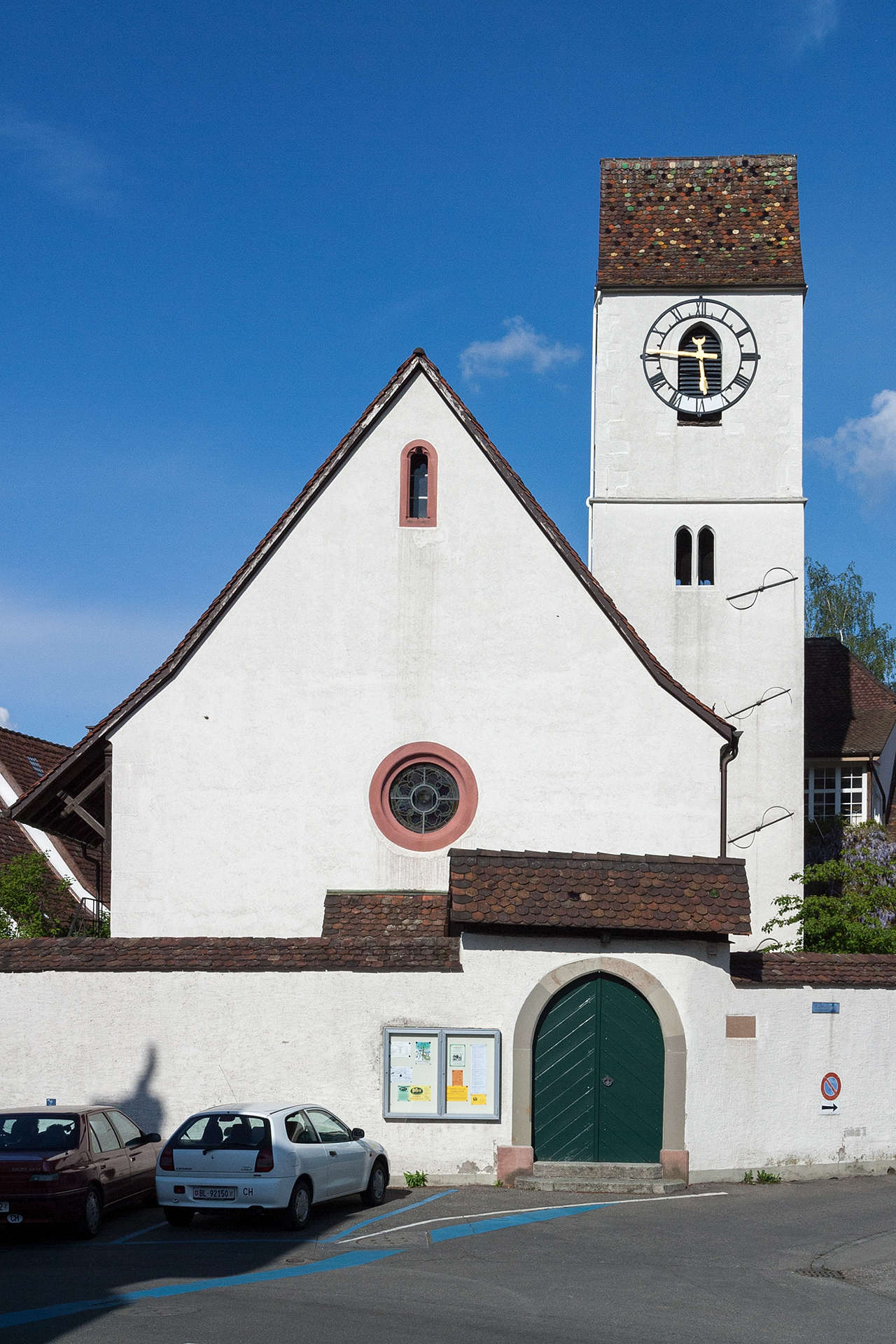
Reformierte Dorfkirche (2004)
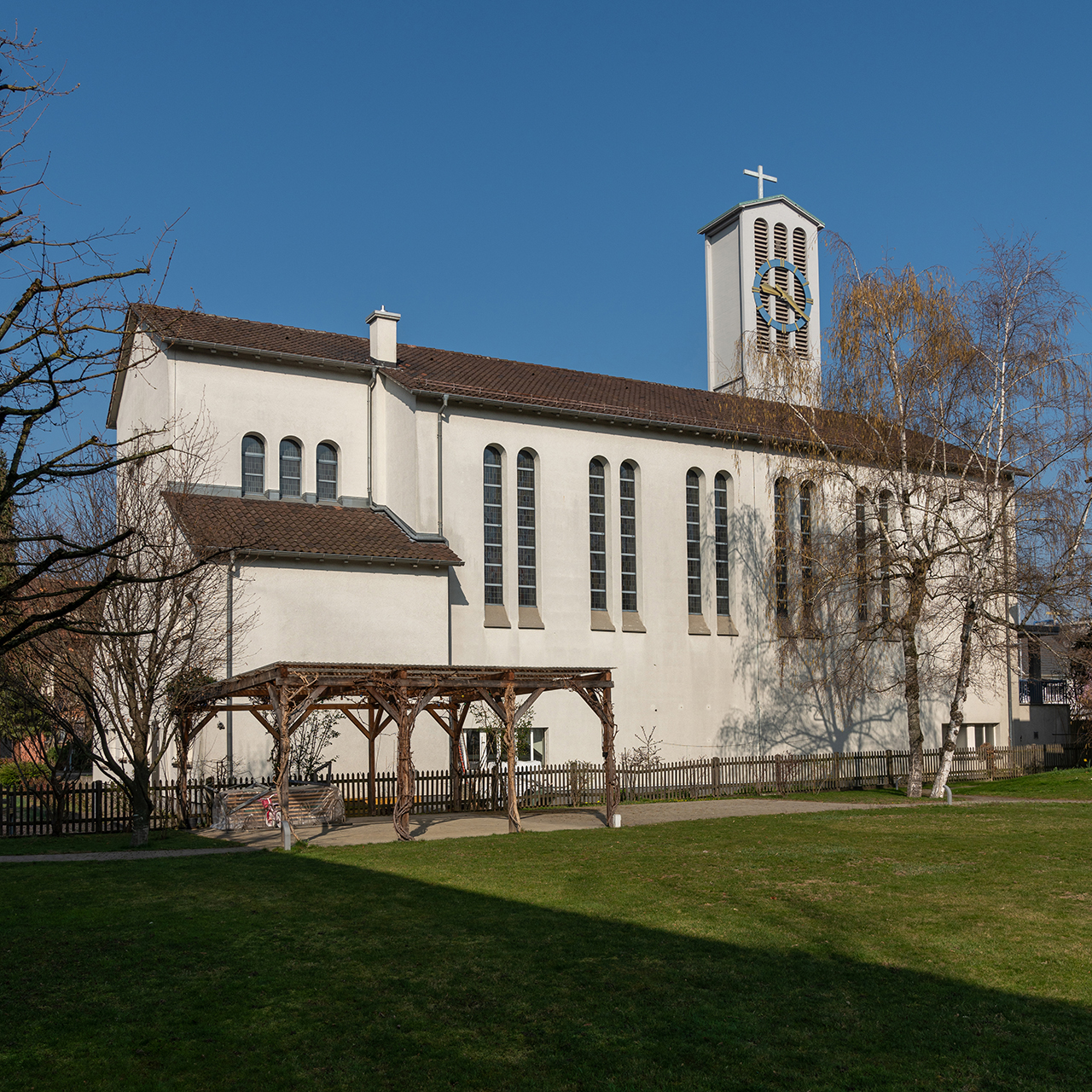
Katholische Kirche (2019)
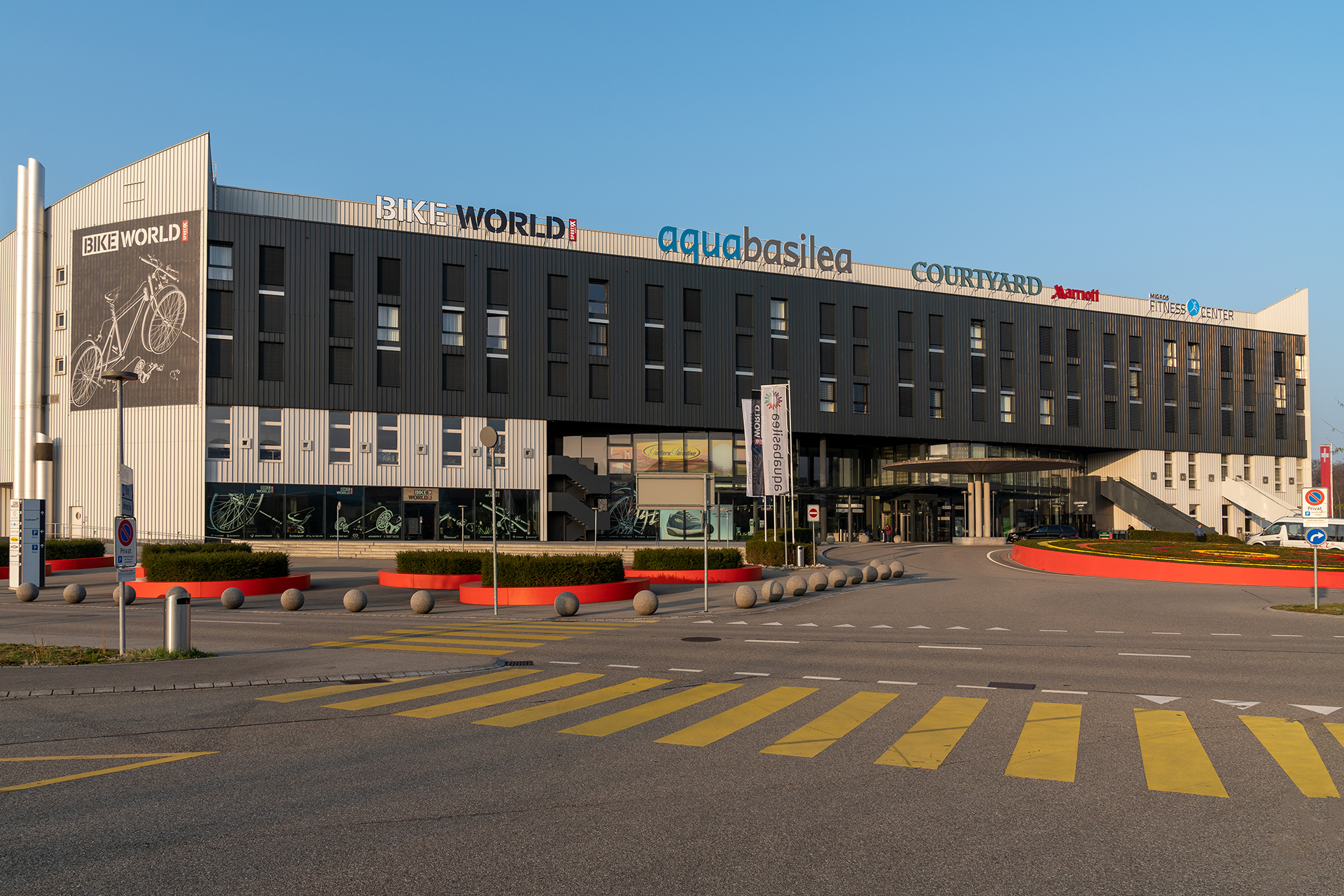
Aquabasilea: Freizeitbad (2019)
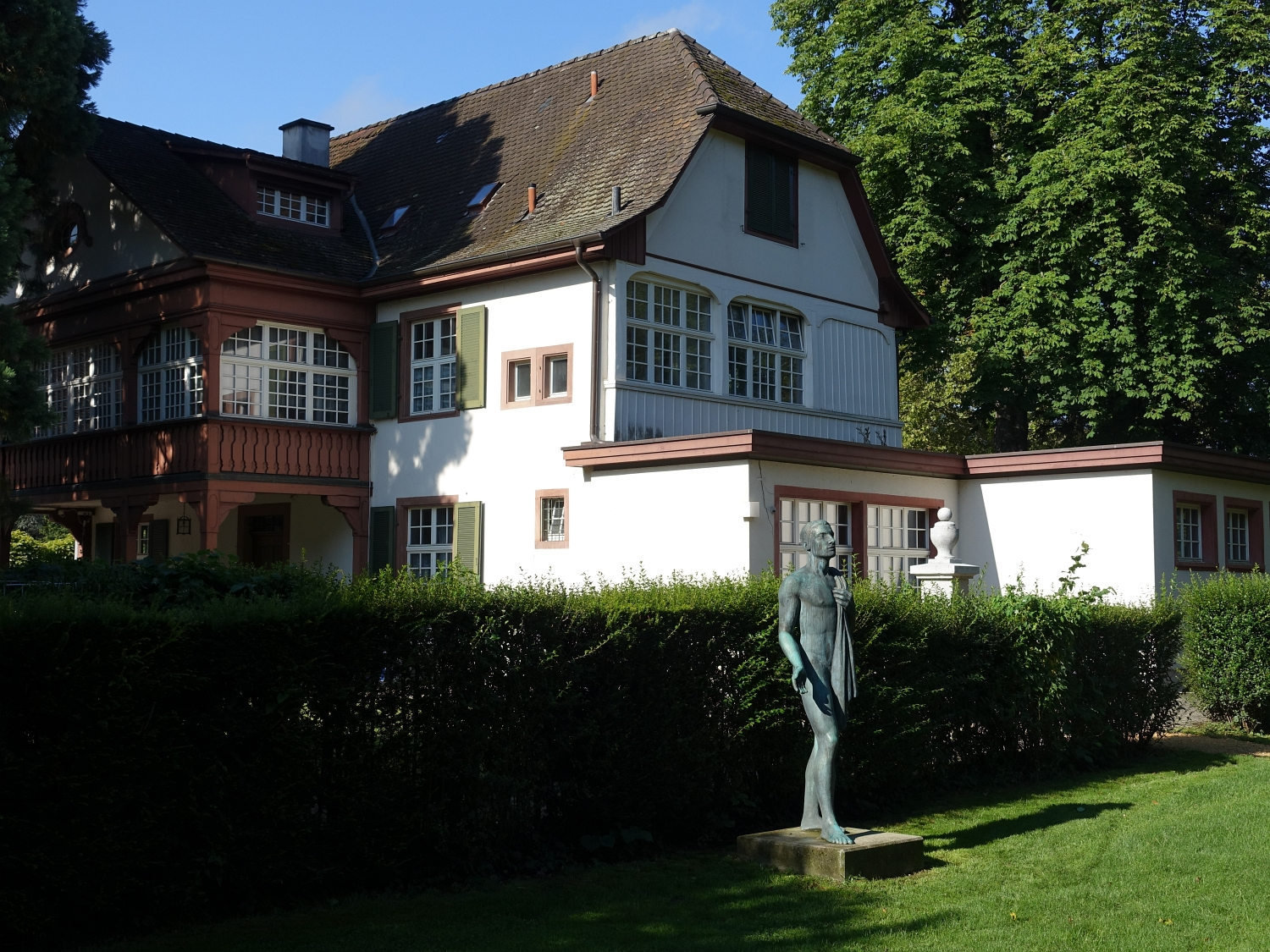
Skulptur von Hanns Joerin im Park bei Bahnhofstrasse/Hauptstrasse (2019)
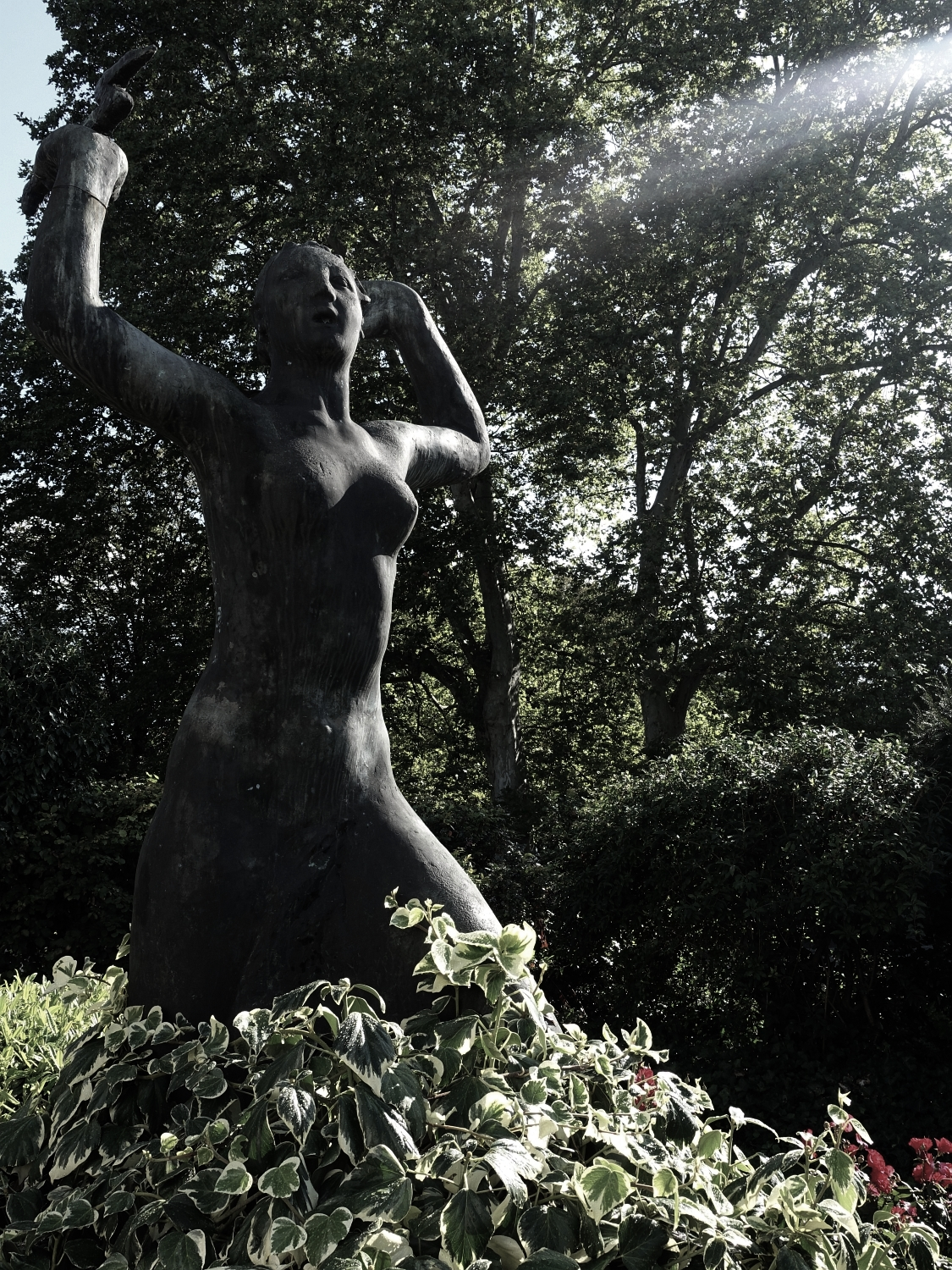
Elektra, Skulptur von Jakob Probst an der Bahnhofstrasse (2019)
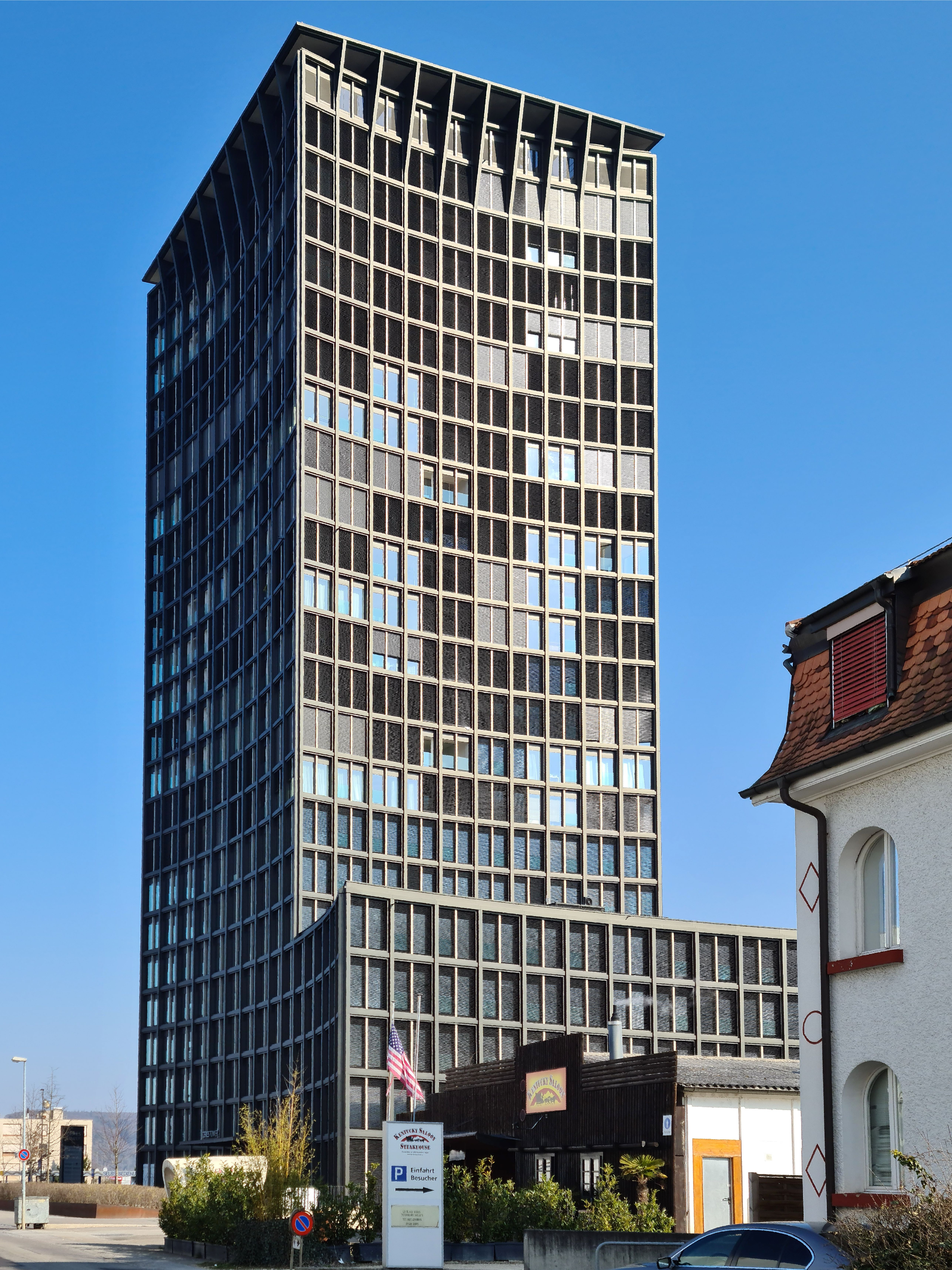
Ceres Tower, Hochhaus 82 m (2022)
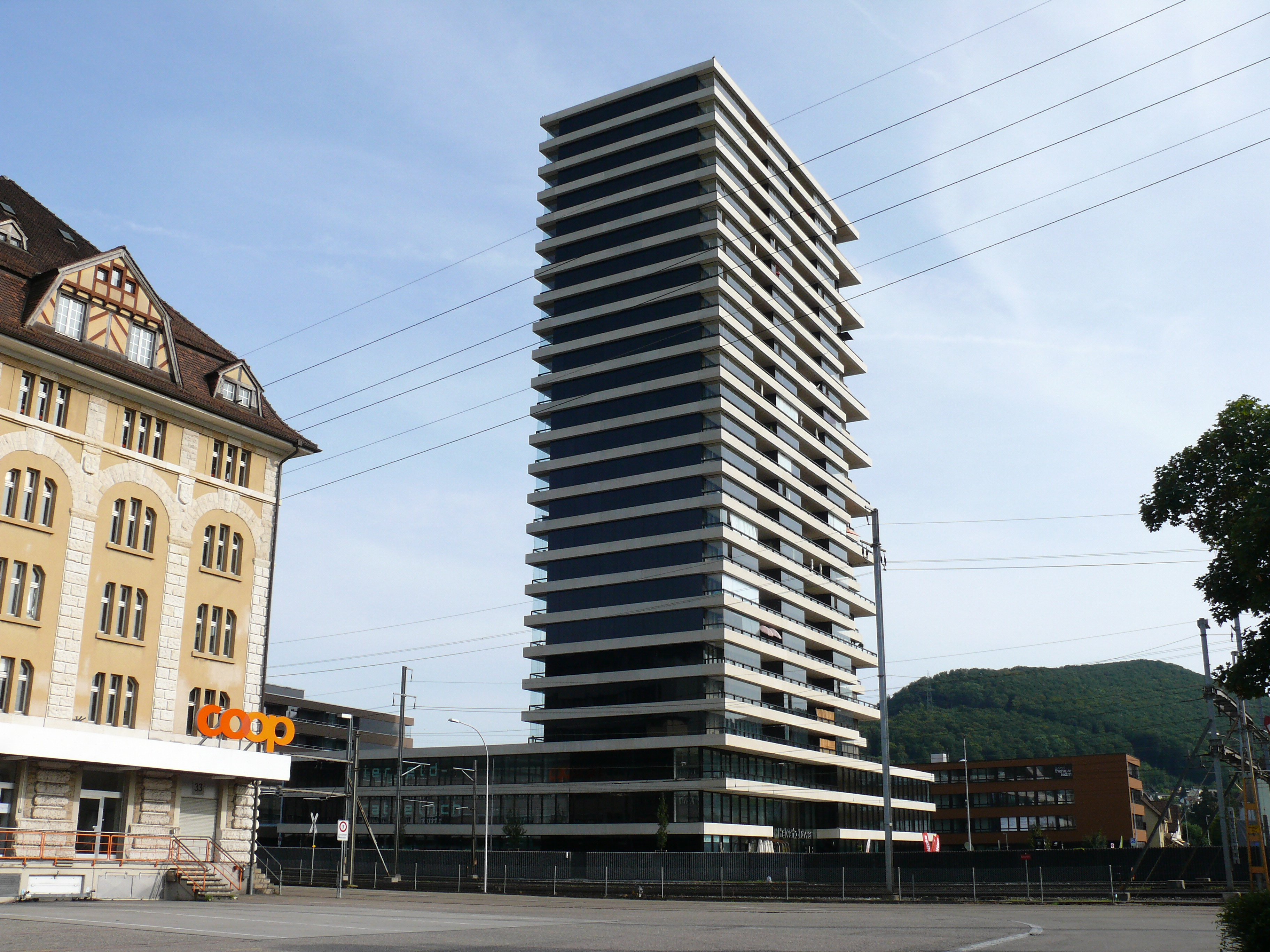
Ehemaliges Coop-Verteilzentrum (links) und Helvetia-Turm, Hochhaus 75 m (Mitte) beim Bahnhof (2017)
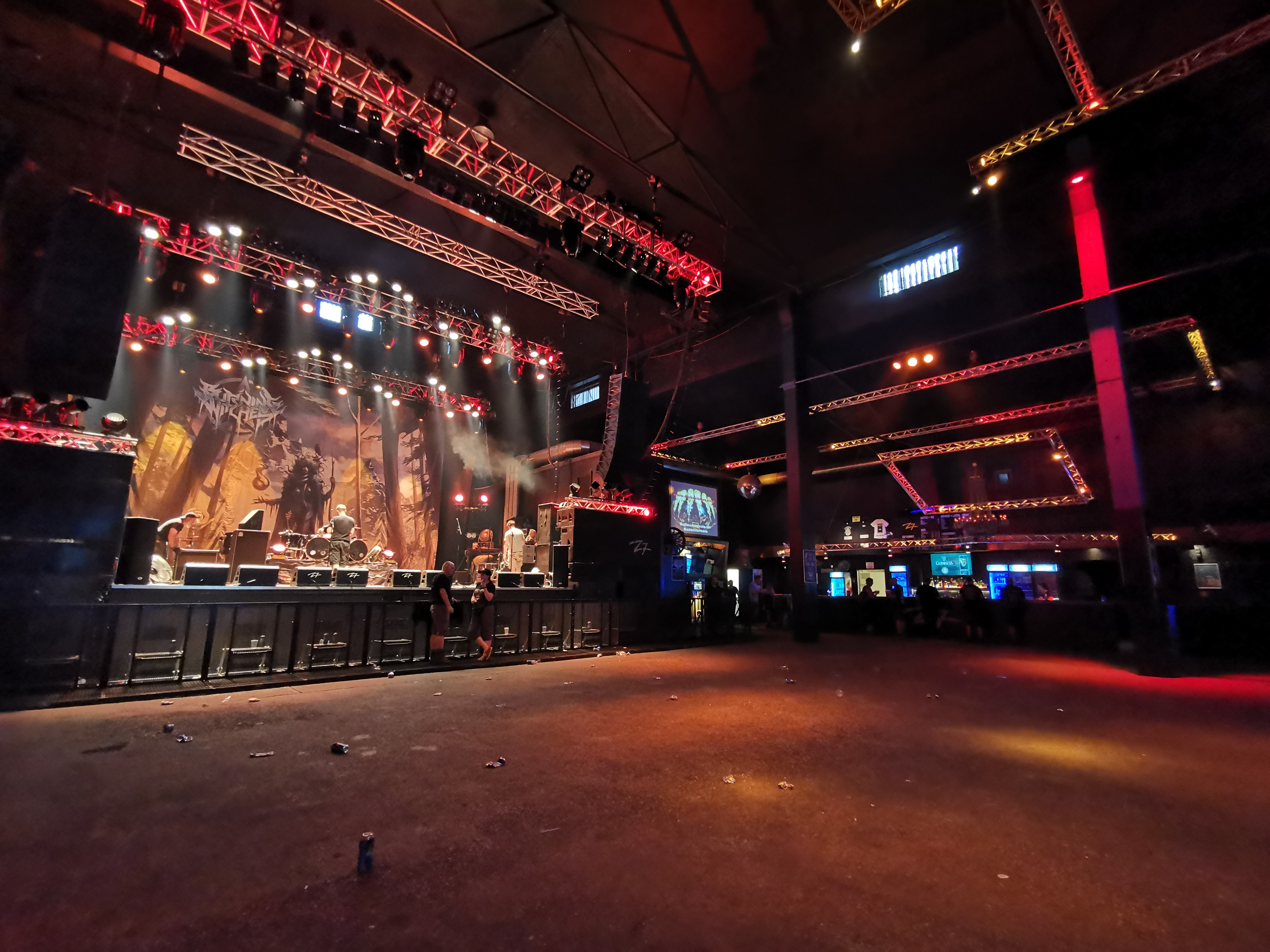
Z7 Bühne (2022)

## Persönlichkeiten
- Hans Bernhard von Eptingen (1432–1484), Jerusalem-Pilger, Ritter und Reiseberichterstatter
- Emanuel Büchel (1705–1775), Bäcker, Zeichner, Topograph und Aquarellist
- Emil Dill (1861–1938), Maler, Aquarellist und Kunstlehrer
- Lukas Christ (1881–1958), evangelischer Pfarrer in Pratteln von 1911 bis 1948
- Karl Sartorius (1890–1965), Jurist und Zeitungsverleger, Herausgeber der Basler Nachrichten
- Albert Stürchler (1914–2001), Künstler
- Werner Winter (1924–2001), Raubtierdompteur
- Hans Rudolf Gysin (1940–2023), Politiker (FDP)
- Eva Herzog (* 1961), Politikerin (SP)
- Stephan Ackermann (* 1973), Einwohnerrat, Kirchenrat, Landrat (Grüne)
- Arnold «The Cobra» Gjergjaj (* 1984), Profiboxer, WBF-Schwergewichts-Weltmeister
- Elis Isufi (* 2000), schweizerisch-albanischer Fussballspieler
- Levin Winkler (* 2003), Fussballspieler

## Sport
Der bekannteste Sportverein aus Pratteln ist der ortsansässige Fussballverein FC Pratteln.